# Salmann Cleman

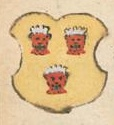
Familienwappen des Bischofs, aus „Wormatiensis Chronici“, von Georg Helwich, 1614

Salmann Cleman (* kurz vor 1299; † vor 15. Mai 1359) war von 1329 bis 1359 Bischof von Worms.

## Leben
Salmann stammt aus einer Mainzer Patrizierfamilie, sein Vater Johann Cleman war Schultheiß in Mainz. Die Familie benannte sich nach dem „Hof zum Cleman“, später „Gasthaus zu den drei Kronen“, danach Hauptpost.
Er war 1316 Kustos im Mainzer Stift St. Peter und wurde vor 1324 Propst des Kollegiatstiftes St. Stephan in Mainz. 1326 wurde er Kanoniker in Worms, der Anspruch auf ein Kanonikat in Mainz konnte gegen den Widerstand des Mainzer Domkapitels nicht durchgesetzt werden. Papst Johannes XXII. ernannte Salmann 1329 zum Bischof von Worms, wohingegen das Domkapitel Gerlach Schenk von Erbach zum Bischof wählte. Das Schisma im Bistum dauerte auch nach dem Tode Gerlachs 1332 an. 1335 bat das Domkapitel den Trierer Erzbischof Balduin von Luxemburg zusammen mit zwei weiteren Kapitularen die Administration des Bistums zu übernehmen. 1337 gab Balduin die Administration an den Legaten des Papstes wieder zurück.  Nach einem Schiedsspruch Kaiser Ludwigs war das Domkapitel unter der Drohung von Interdikt und Reichsacht bereit, Salmann als Bischof anzuerkennen. Die Auseinandersetzungen um die Besetzung des Bischofsamtes brachten das geistige Leben fast zum Erliegen und schädigten die Finanzen des Bistums. Die Konflikte in der Stadt dauerten auch unter Salmanns Nachfolgern an. 1349 überfielen die von Flagellanten aufgehetzten Bürger das Wormser Judenviertel. Über 400 Juden fielen dem Pogrom zum Opfer. Am 16. April 1359 wurde Dietrich Bayer von Boppard zum Koadjutor des aufgrund seines Alters und Gesundheitszustandes nicht mehr zur Amtsausübung fähigen Salmann ernannt. Er trat kurz danach zurück und verstarb bald darauf. Dietrich wurde am 15. Mai zum Bischof ernannt.